# Кюртафон
Кюртафо́н (фр. Curtafond) — коммуна во Франции, находится в регионе Рона — Альпы. Департамент — Эн. Входит в состав кантона Монревель-ан-Брес. Округ коммуны — Бурк-ан-Брес.
Код INSEE коммуны — 01140.

## География

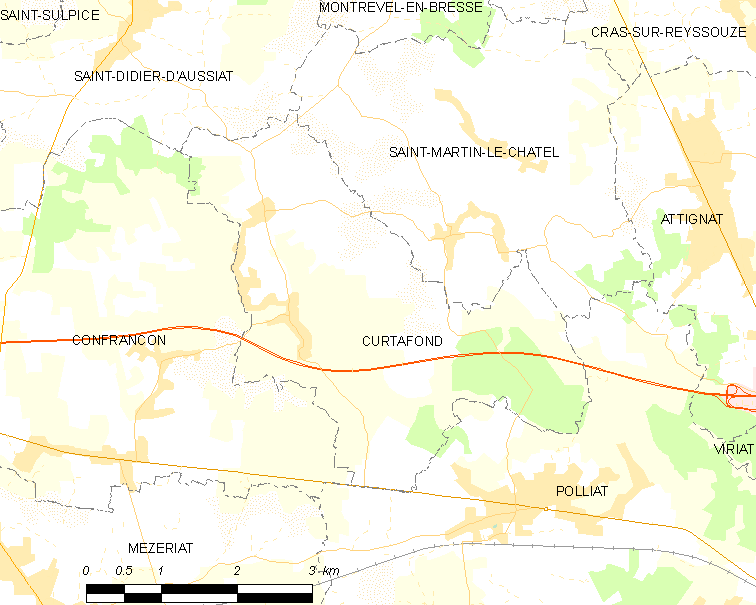
Карта коммуны

Коммуна расположена приблизительно в 360 км к юго-востоку от Парижа, в 65 км севернее Лиона, в 14 км к северо-западу от Бурк-ан-Бреса.

## Климат
Климат полуконтинентальный с холодной зимой и тёплым летом. Дожди бывают нечасто, в основном летом.

## Население
Население коммуны на 2010 год составляло 702 человека.
| 1962 | 1968 | 1975 | 1982 | 1990 | 1999 | 2010 |
| ---- | ---- | ---- | ---- | ---- | ---- | ---- |
| 460  | 409  | 382  | 427  | 422  | 589  | 702  |

## Экономика
В 2010 году среди 433 человек трудоспособного возраста (15—64 лет) 335 были экономически активными, 98 — неактивными (показатель активности — 77,4 %, в 1999 году было 75,5 %). Из 335 активных жителей работали 315 человек (159 мужчин и 156 женщин), безработных было 20 (13 мужчин и 7 женщин). Среди 98 неактивных 46 человек были учениками или студентами, 40 — пенсионерами, 12 были неактивными по другим причинам.

## Достопримечательности
- Придорожное распятие (XIV век). Исторический памятник с 1933 года[4]